# Campolungo (Ostellato)
Campolungo di Ostellato è una frazione di Ostellato di 62 abitanti.
Rispetto al centro abitato si trova ad est, dalla parte opposta all'Idrovia Ferrarese. È costituito da cascine rurali situate lungo un'unica strada, lunga circa 800 metri. A queste, si aggiungono alcune masserie poste sulla parallela strada provinciale 1, denominata strada dei Lidi Ferraresi.
Fra il 1911 e il 1945 la località era servita anche da una fermata della tranvia a vapore Ostellato-Porto Garibaldi, gestita dalla Società Anonima delle Ferrovie e Tramvie Padane (FTP), poi sostituita dall'attuale autoservizio.